# وثيقة الرياض
وثيقة الرياض هي اتفاقية أصدرت بعد الاجتماع الذي عقده وزراء خارجية دول مجلس التعاون الخليجي في رجب 1435 هـ / أيار 2014 م في العاصمة السعودية الرياض مع أمير قطر الشيخ تميم بن حمد آل ثاني، وتعهد فيها أمير قطر خطيا على تنفيذ كافة البنود الواردة في الوثيقة، وتتضمن إيقاف الدعم القطري لتنظيم الإخوان المسلمون وطرد عناصره غير المواطنون من داخل قطر، والتوقف عن إيواء عناصر تعكر صفو العلاقات الخليجية، أو تقديم الدعم للتنظيمات والفئات التي تثير الفوضى في اليمن. كما أكدت الوثيقة على ضرورة الالتزام بالتوجه السياسي الخارجي العام الذي تتفق عليه دول مجلس التعاون الخليجي.